# Hummelshain
Hummelshain est une commune allemande de l'arrondissement de Saale-Holzland, Land de Thuringe.

## Géographie
La commune comprend le quartier de Schmölln.
| Kleineutersdorf | Lindig      | Oberbodnitz             |
| Freienorla      | Hummelshain | Trockenborn-Wolfersdorf |
|                 | Langenorla  |                         |

## Histoire
Hummelshain et Schmölln ont sans doute été créés vers l'an 1000. Hummelshain est mentionné pour la première fois en 1350.
Le domaine de Rieseneck est bâti au XVIIIe siècle et au XIXe siècle. Le nouveau pavillon de chasse de Hummelshain, construit en 1880, est l'un des derniers faits dans le style néo-Renaissance.
Pendant la Seconde Guerre mondiale, l'usine REIMAHG élève un hôpital pour ses travailleurs forcés dans le parc du château comprenant six baraques et 89 lits. Dans des conditions d'hygiène catastrophiques et constamment surpeuplé, le taux de mortalité est très fort parmi les 1 088 malades, dont 980 étrangers. 175 meurent, la plupart sont Italiens. Ils sont enterrés dans un champ à l'est du cimetière.

## Personnalités liées à la commune
- Johann Paul Kress (1677–1741), juriste.
- Rudi Milatz (1903-1979), agronome.

## Source de la traduction
- (de) Cet article est partiellement ou en totalité issu de l’article de Wikipédia en allemand intitulé « Hummelshain » (voir la liste des auteurs).